# Aeonium castellodecorum
Aeonium castellodecorum är en fetbladsväxtart som beskrevs av A. Bañares Baudet. Aeonium castellodecorum ingår i släktet Aeonium och familjen fetbladsväxter. Inga underarter finns listade i Catalogue of Life.